# ماركوس فون آهلن
ماركوس فون آهلن (بالألمانية: Markus von Ahlen)‏ هو مدرب كرة قدم ولاعب كرة قدم ألماني في مركز الوسط، ولد في 1971 في بيرغيش غلادباخ في ألمانيا. لعب مع ألمانيا آخن وباير 04 ليفركوزن ونادي أوردينغن 05 ونادي بوخوم.

## وصلات خارجية
- ماركوس فون آهلن على موقع قاعدة بيانات كرة القدم.إي يو (الإنجليزية)
- ماركوس فون آهلن على موقع بيانات كرة القدم. دي إي (الألمانية)
- ماركوس فون آهلن على موقع Soccerway.com (الإنجليزية)
- ماركوس فون آهلن على موقع عالم كرة القدم.نت (الإنجليزية)